# Liste von Persönlichkeiten der Stadt Palermo
Die Liste bekannter Personen Palermos gibt einen Überblick über Personen, die aus der sizilianischen Hauptstadt Palermo stammen oder in Palermo gewirkt haben und über die es in der deutschsprachigen Wikipedia einen Artikel gibt. Dazu gehören auch die Ehrenbürger dieser Stadt.

## Gebürtige Palermitaner

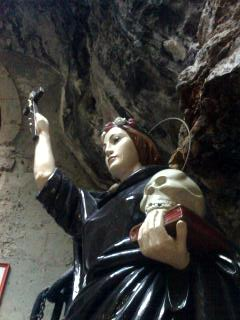
Rosalia

|                               |                       |                                                                    |
| Oliva von Palermo             | (5. Jahrhundert)      | Schutzheilige von Palermo                                          |
| Sergius I.                    | († 701)               | Papst ab 687, Heiliger der katholischen Kirche                     |
| Rosalia                       | (1130–1166)           | Märtyrerin, Schutzheilige von Palermo                              |
| Eugenius von Palermo          | (um 1130 – nach 1203) | Ammiratus des Königreichs Sizilien, Schriftsteller und Übersetzer  |
| Beatrix von Sizilien-Aragon   | (1326–1365)           | Prinzessin von Sizilien-Aragon, durch Heirat Pfalzgräfin bei Rhein |
| Margarete von Sizilien-Aragon | (1331–1377)           | Prinzessin von Sizilien-Aragon, durch Heirat Pfalzgräfin bei Rhein |
| Antonio Beccadelli            | (1394–1471)           | Humanist                                                           |
| Pietro Geremia                | (1399–1452)           | seliggesprochener Dominikaner und Diplomat                         |
| Antonello Crescenzio          | (1476–1542)           | Maler der Renaissance                                              |
| Antonello Gagini              | (1478–1536)           | Bildhauer der Renaissance                                          |
| Giacomo Gaggini               | (1517–1598)           | Bildhauer der Renaissance                                          |
| Fazio Gaggini                 | (um 1520 – 1567)      | Bildhauer der Renaissance                                          |
| Vincenzo Gaggini              | (1527–1595)           | Bildhauer der Renaissance                                          |
| Francesco II. Gonzaga         | (1538–1566)           | Kardinal der römisch-katholischen Kirche                           |
| Giovanni Vincenzo Gonzaga     | (1540–1591)           | Ritter des Malteserordens und Kardinal                             |
| Giuseppe d’Alvino             | (1550–1611)           | Maler, Architekt und Bildhauer des Manierismus                     |
| Girolamo Germano              | (1568–1632)           | Jesuit, Neogräzist                                                 |
| Sigismondo d’India            | (1582–1629)           | Komponist                                                          |
| Gaspare Guercio               | (1611–1679)           | Bildhauer und Architekt des Barock                                 |
| Rosalia Novelli               | (1628 – unbekannt)    | Malerin des Barock                                                 |
| Paolo Boccone                 | (1633–1704)           | Arzt und Botaniker                                                 |
| Giacomo Amato                 | (1643–1732)           | Architekt des Spätbarock                                           |
| Giovanni Travaglia            | (1643–1687)           | Bildhauer und Architekt des Barock                                 |
| Giacinto Calandrucci          | (1646–1707)           | Maler des Barock                                                   |
| Giuseppe Serpotta             | (1653–1719)           | Bildhauer und Stuckateur                                           |
| Giacomo Serpotta              | (1656–1732)           | Bildhauer und Stuckateur                                           |
| Tommaso Maria Napoli          | (1659–1725)           | Architekt, Mathematiker und Dominikaner                            |
| Francesco Antonio Pistocchi   | (1659–1726)           | Komponist und Kastrat                                              |
| Antonio Grano                 | (1660–1718)           | Maler des Barock                                                   |
| Francesco Scarlatti           | (1666–1741)           | Violinist und Komponist                                            |
| Gioacchino Vitagliano         | (1669–1739)           | Bildhauer des Barock                                               |
| Procopio Serpotta             | (1679–1756)           | Bildhauer und Stuckateur des Spätbarock                            |
| Gaspare Serenario             | (1694–1759)           | Maler des Barock                                                   |

### 18. Jahrhundert
|                                     |                  |                                                      |
| Giovanni Battista Vaccarini         | (1702–1768)      | Architekt des Sizilianischen Barocks                 |
| Pietro Martorana                    | (1705–1795)      | Maler des Klassizismus                               |
| Vito D’Anna                         | (1718–1769)      | Maler des Rokoko                                     |
| Ignazio Marabitti                   | (1719–1797)      | Bildhauer der palermitanischen Schule                |
| Francesco Sabatini                  | (1721–1797)      | Architekt                                            |
| Giovan Battista Cascione            | (1729–1790)      | Architekt des Klassizismus                           |
| Giuseppe Venanzio Marvuglia         | (1729–1814)      | Architekt des Neoklassizismus, Hauptwerke in Palermo |
| Gaetano Mercurio                    | (1730–1790)      | Maler des Spätbarock                                 |
| Francesco Sozzi                     | (1732–1795)      | Maler des Spätbarock                                 |
| Alessandro Cagliostro               | (1734–1795)      | Alchemist und Hochstapler                            |
| Gioacchino Martorana                | (1735–1779)      | Maler des Klassizismus und Rokoko                    |
| Antonio Manno                       | (1739–1810)      | Maler des Klassizismus                               |
| Giovanni Meli                       | (1740–1815)      | Schriftsteller, Arzt und Naturwissenschaftler        |
| Juan Francisco Masdeu               | (1744–1817)      | Historiker und Jesuit                                |
| Giuseppe Velasco                    | (1750–1827)      | Maler, Vertreter des Klassizismus                    |
| Giuseppe Amendola                   | (1759–1808)      | Komponist und Musikpädagoge                          |
| Girolamo Bagnasco                   | (1759–1832)      | Bildhauer                                            |
| Vincenzo Riolo                      | (1772–1837)      | Maler des Klassizismus                               |
| Valerio Villareale                  | (1773–1854)      | Bildhauer                                            |
| Ruggero Settimo                     | (1778–1863)      | Politiker, Präsident Siziliens 1848/1849             |
| Giuseppe Patania                    | (1780–1852)      | Maler des Klassizismus                               |
| Giovanni Patricolo                  | (1789–1861)      | Maler des Klassizismus                               |
| Francesco Zerilli                   | (um 1794 – 1837) | Maler des Klassizismus                               |
| Maria-Carolina von Bourbon-Sizilien | (1798–1870)      | älteste Tochter von König Franz I. von Neapel        |
| Vincenzo Florio                     | (1799–1868)      | Unternehmer und Politiker                            |

### 19. Jahrhundert

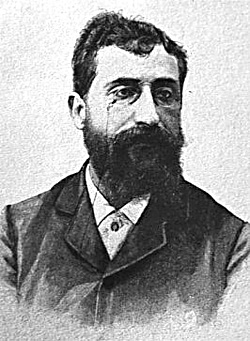
Ernesto Basile

|                               |                  |                                                                               |
| Nunzio Morello                | (1806–1878)      | Bildhauer                                                                     |
| Francesco Saverio Cavallari   | (1809–1896)      | Architekt, Maler und Archäologe                                               |
| Salvatore Lo Forte            | (1809–1885)      | Maler des Klassizismus                                                        |
| Ferdinand II.                 | (1810–1859)      | König Neapels und beider Sizilien                                             |
| Errico Petrella               | (1813–1877)      | Opernkomponist                                                                |
| Michelangelo Kardinal Celesia | (1814–1904)      | Ordensgeistlicher, Erzbischof von Palermo                                     |
| Niccolò Turrisi Colonna       | (1817–1889)      | Politiker, Bürgermeister Palermos                                             |
| Rosolino Pilo                 | (1820–1860)      | Patriot                                                                       |
| Salvatore Cusa                | (1822–1893)      | Arabist, 1860 Bürgermeister von Palermo                                       |
| Isidoro La Lumia              | (1823–1879)      | Politiker und Historiker, Werke zur Geschichte Siziliens                      |
| Rosalia Amon                  | (1825–1855)      | österreichische Malerin                                                       |
| Stanislao Cannizzaro          | (1826–1910)      | Chemiker, Professor an der Universität Palermo                                |
| Benedetto De Lisi             | (1830–1875)      | Bildhauer                                                                     |
| Giuseppe Incorpora            | (1834–1914)      | Fotograf, Porträts und Zeitdokumente, vorwiegend aus Palermo und Monreale     |
| Michele Saladino              | (1835–1912)      | Komponist und Musikpädagoge                                                   |
| Salvatore Valenti             | (1835–1903)      | Bildhauer                                                                     |
| Francesco Lojacono            | (1838–1915)      | Landschaftsmaler                                                              |
| Gioacchino Di Marzo           | (1839–1916)      | Geistlicher, Bibliothekar und Kunsthistoriker                                 |
| Antonio Starabba di Rudinì    | (1839–1908)      | Politiker, von 1891 bis 1892 und von 1896 bis 1898 Ministerpräsident Italiens |
| Domenico Costantino           | (1840–1915)      | Bildhauer                                                                     |
| Roberto Stagno                | (1840–1897)      | Operntenor                                                                    |
| Giuseppe Pitrè                | (1841–1916)      | Arzt, Schriftsteller, Sammler, Ethnograph und Hochschullehrer                 |
| Vincenzo Ragusa               | (1841–1927)      | Bildhauer, auch in Japan                                                      |
| Antonio Pasculli              | (1842–1924)      | Komponist und Oboenvirtuose                                                   |
| Isidoro Carini                | (1843–1895)      | Historiker und Paläograf                                                      |
| Benedetto Civiletti           | (1845–1899)      | Bildhauer, Vertreter des Realismus                                            |
| Joseph Whitaker               | (1850–1936)      | Ornithologe, Archäologe und Sportler                                          |
| Maria von Jesus Santocanale   | (1852–1923)      | selige Gründerin der Kapuzinerinnen der Unbefleckten Empfängnis von Lourdes   |
| Ettore Ximenes                | (1855–1926)      | Bildhauer von religiösen und mythologischen Motiven                           |
| Ernesto Basile                | (1857–1932)      | Architekt des Jugendstils                                                     |
| Enrico Cavallaro              | (1858–1895)      | Maler                                                                         |
| Rocco Lentini                 | (1858–1943)      | Maler                                                                         |
| Mario Rutelli                 | (1859–1941)      | Bildhauer und Bronzegießer                                                    |
| Domenico Trentacoste          | (1859–1933)      | Bildhauer und Medailleur                                                      |
| Vittorio Emanuele Orlando     | (1860–1952)      | Politiker und von 1917 bis 1919 Ministerpräsident Italiens                    |
| Henry Appia                   | (1861–1901)      | Schweizer evangelischer Geistlicher                                           |
| Vito Cascio Ferro             | (1862–1943)      | Mafioso in den USA                                                            |
| Nino Basile                   | (1866–1937)      | Historiker und Kunsthistoriker                                                |
| Carlo Alberto Garufi          | (1868–1948)      | Diplomatiker und Paläograph                                                   |
| Mario Sammarco                | (1868–1930)      | Sänger                                                                        |
| Alfredo Salafia               | (1869–1933)      | Chemiker, Spezialist für Einbalsamierung                                      |
| Antonio Ugo                   | (1870–1950)      | Bildhauer und Medailleur                                                      |
| Vincenzo Lapuma               | (1874–1943)      | Kardinal der römisch-katholischen Kirche                                      |
| Francesco Cantelli            | (1875–1966)      | Mathematiker                                                                  |
| Francesco Ciuppa              | (1875–unbekannt) | Automobilrennfahrer                                                           |
| Michele De Franchis           | (1875–1946)      | Mathematiker                                                                  |
| Eduardo Dagnino               | (1876–1944)      | Komponist, Musikwissenschaftler und Schachspieler                             |
| Amelia Pinto                  | (1876–1946)      | Sopranistin                                                                   |
| Giuseppe Paratore             | (1877–1967)      | Senatspräsident, Senator auf Lebenszeit                                       |
| Ignazio Saietta               | (1877–1947)      | Mafioso in den USA                                                            |
| Carlo Geloso                  | (1879–1957)      | General                                                                       |
| Michele Cipolla               | (1880–1947)      | Mathematiker                                                                  |
| Vincent Rose                  | (1880–1944)      | Pianist, Violinist, Komponist und Bandleader                                  |
| Friedrich Franz IV.           | (1882–1945)      | Großherzog zu Mecklenburg-Schwerin von 1897 bis 1918                          |
| Manfredi Gravina              | (1883–1932)      | Marineoffizier und Diplomat                                                   |
| Vincenzo Lojacono             | (1885–1954)      | Diplomat                                                                      |
| Maria Messina                 | (1887–1944)      | Schriftstellerin                                                              |
| Vincenzo Cuccia               | (1892–1979)      | Fechter                                                                       |
| Francesco Scalice             | (1893–1957)      | Mafioso in den USA                                                            |
| Giuseppe Tomasi di Lampedusa  | (1896–1957)      | Schriftsteller und Literaturwissenschaftler, Autor des Romans Der Leopard     |
| Ugo Giachery                  | (1896–1989)      | Mitglied der Religion Bahai, Übersetzer der Bahai-Schriften ins Italienische  |
| Tommy Lucchese                | (1899–1967)      | Mafioso in den USA                                                            |

### 20. Jahrhundert

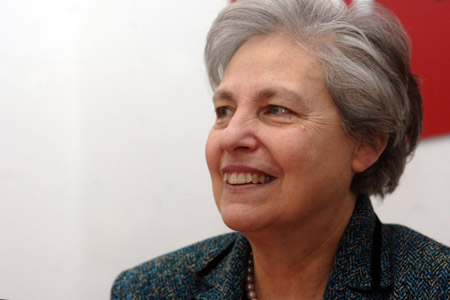
Rita Borsellino

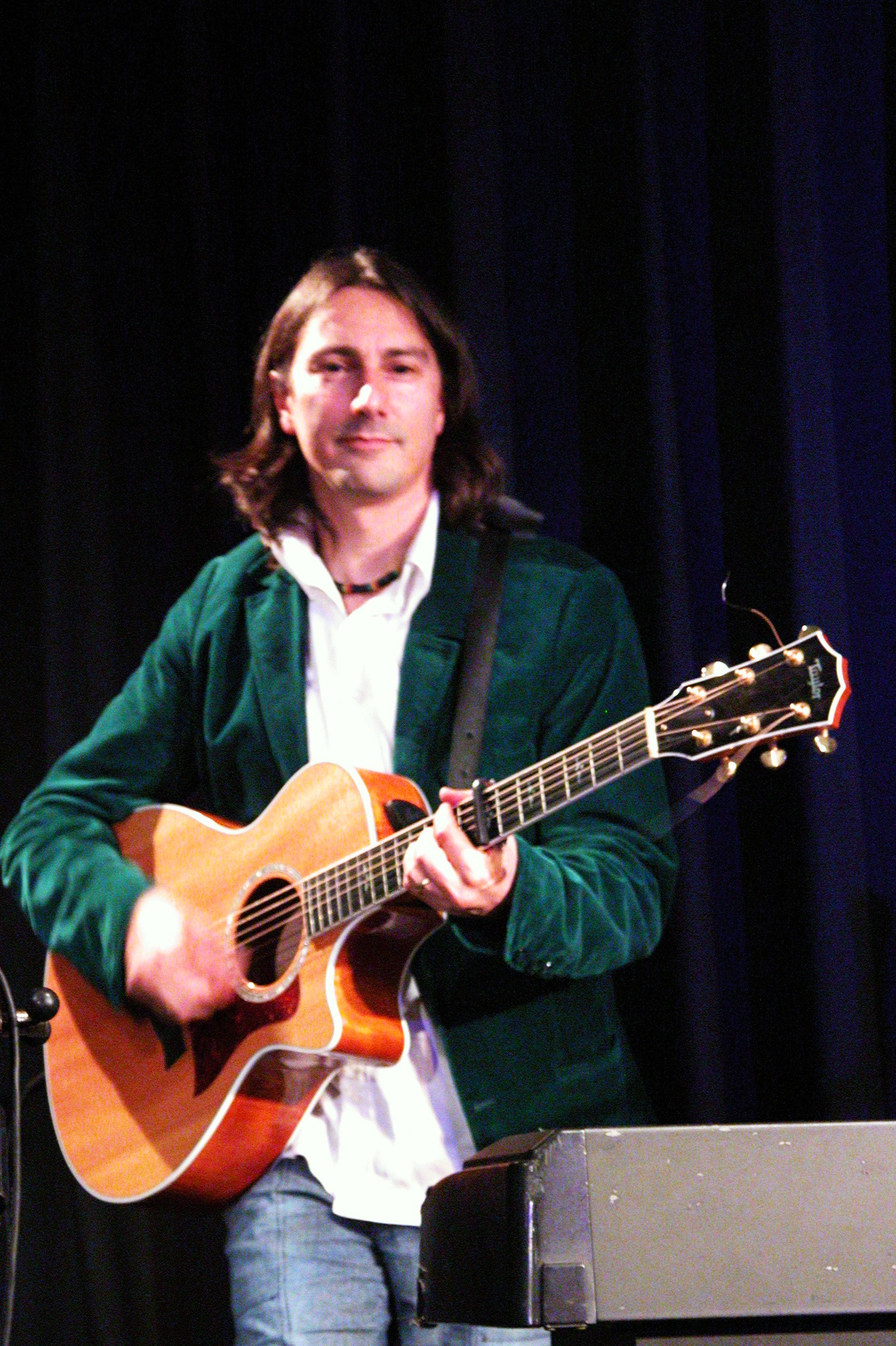
Pippo Pollina

| Ugo La Malfa                  | (1903–1979) | Politiker                                                                |
| Nino Pirrotta                 | (1908–1998) | Musikwissenschaftler und -pädagoge                                       |
| Emilio Salafia                | (1910–1969) | Fechter                                                                  |
| Franco Ferrara                | (1911–1985) | Dirigent                                                                 |
| Franco Restivo                | (1911–1976) | Jurist und Politiker                                                     |
| Cesare Sanfilippo             | (1911–2000) | Rechtswissenschaftler, -historiker und Rektor der Universität Catania    |
| Sergio Donadoni               | (1914–2015) | Ägyptologe                                                               |
| Antonio Maria Travia          | (1914–2006) | Kurienerzbischof                                                         |
| Natalia Ginzburg              | (1916–1991) | Autorin italienischer Literatur des 20. Jahrhunderts                     |
| Arturo Dominici               | (1916–1992) | Film- und Theaterschauspieler                                            |
| Cesare Terranova              | (1921–1979) | Ermittlungsrichter, Opfer der Mafia                                      |
| Salvatore La Barbera          | (1922–1963) | Mitglied der Mafia                                                       |
| Franco Calabrese              | (1923–1992) | Sänger (Bassbariton)                                                     |
| Vittorio De Seta              | (1923–2011) | Filmregisseur und Drehbuchautor                                          |
| Ciccio Ingrassia              | (1923–2003) | Schauspieler und Komiker, Mitglied des Duos Franco & Ciccio              |
| Antonio Pucci                 | (1923–2009) | Automobilrennfahrer                                                      |
| Angelo La Barbera             | (1924–1975) | Mitglied der Mafia                                                       |
| Rosario Mazzola               | (1924–2018) | Bischof von Cefalù                                                       |
| Carla Calò                    | (1926–2019) | Schauspielerin                                                           |
| Pio La Torre                  | (1927–1982) | Politiker                                                                |
| Tommaso Buscetta              | (1928–2000) | Mafioso, Kronzeuge in den Anti-Mafia-Prozessen                           |
| Franco Franchi                | (1928–1992) | Schauspieler und Komiker, Mitglied des Duos Franco & Ciccio              |
| Salvatore Lima                | (1928–1992) | Politiker, Bürgermeister von Palermo                                     |
| Cesare Barbetti               | (1930–2006) | Schauspieler und Synchronsprecher                                        |
| Giuseppe Calò                 | (* 1931)    | Mafioso auf Sizilien                                                     |
| Gaetano Starrabba             | (* 1932)    | Automobilrennfahrer                                                      |
| Nino Vaccarella               | (1933–2021) | Automobilrennfahrer                                                      |
| Pino Caruso                   | (1934–2019) | Schauspieler und Regisseur                                               |
| Gabriele Catalano             | (1934–1990) | Romanist, Italianist und Komparatist                                     |
| Letizia Battaglia             | (1935–2022) | Fotojournalistin, Anti-Mafia-Aktivistin                                  |
| Lando Buzzanca                | (1935–2022) | Filmschauspieler                                                         |
| Salvatore Di Cristina         | (* 1937)    | Erzbischof von Monreale                                                  |
| Giuseppe Puglisi              | (1937–1993) | Priester, Anti-Mafia-Aktivist und Mafiaopfer                             |
| Renato Ugo                    | (1938–2020) | Chemiker                                                                 |
| Stefano Bontade               | (1939–1981) | Mafiaboss auf Sizilien                                                   |
| Giovanni Falcone              | (1939–1992) | Jurist, Anti-Mafia-Aktivist und Mafiaopfer                               |
| Paolo Borsellino              | (1940–1992) | Richter, Anti-Mafia-Aktivist und Mafiaopfer (Bruder von Rita Borsellino) |
| Gaspare Mutolo                | (* 1940)    | sizilianischer Mafioso                                                   |
| Lucio Tasca                   | (1940–2022) | Vielseitigkeitsreiter und Winzer                                         |
| Sergio Mattarella             | (* 1941)    | Jurist, Politiker und 12. Staatspräsident Italiens                       |
| Salvatore Lo Piccolo          | (* 1942)    | Mafiaboss auf Sizilien                                                   |
| Salvatore Inzerillo           | (1944–1981) | Mafioso auf Sizilien                                                     |
| Rita Borsellino               | (1945–2018) | Politikerin, Anti-Mafia-Aktivistin (Schwester von Paolo Borsellino)      |
| Giuseppe Furino               | (* 1946)    | Fußballspieler                                                           |
| Daniela Giordano              | (1946–2022) | Schauspielerin                                                           |
| Leoluca Orlando               | (* 1947)    | Bürgermeister von Palermo von 1985 bis 2000, Anti-Mafia-Aktivist         |
| Salvatore Sciarrino           | (* 1947)    | Komponist für Musiktheaterwerke                                          |
| Antonino Cassarà              | (1948–1985) | Kommissar, Anti-Mafia-Aktivist und Mafiaopfer                            |
| Carolina Cupane               | (* 1948)    | Byzantinistin                                                            |
| Lorenzo Maria Bottari         | (* 1949)    | Maler und Grafiker                                                       |
| Renato Schifani               | (* 1950)    | Politiker                                                                |
| Sebastiano Tusa               | (1952–2019) | Archäologe und Kulturpolitiker                                           |
| Bino                          | (1953–2010) | Schlagersänger                                                           |
| Francesca Di Giovanni         | (* 1953)    | Juristin, Kurienbeamtin des Heiligen Stuhls                              |
| Caterina Chinnici             | (* 1954)    | Politikerin                                                              |
| Silvio Micali                 | (* 1954)    | Informatiker                                                             |
| Stefano Maltese               | (* 1955)    | Jazz- und Improvisationsmusiker                                          |
| Mauro Barella                 | (* 1956)    | Stabhochspringer                                                         |
| Luca Flores                   | (1956–1995) | Jazzmusiker                                                              |
| Paolo Ruffini                 | (* 1956)    | Journalist, Leiter des Dikasteriums für die Kommunikation                |
| Salvatore Cicu                | (* 1957)    | Politiker                                                                |
| Aldo Baglio                   | (* 1958)    | Komiker, Regisseur und Filmschaffender                                   |
| Marcella Schmidt di Friedberg | (* 1958)    | Humangeografin, Hochschullehrerin                                        |
| Roberto Alajmo                | (* 1959)    | Schriftsteller und Journalist                                            |
| Roberto Andò                  | (* 1959)    | Theater- und Filmregisseur                                               |
| Ernesto Bazan                 | (* 1959)    | Fotograf                                                                 |
| Antonio Ingroia               | (* 1959)    | Staatsanwalt und Politiker                                               |
| Giuseppe Lucchese             | (* 1959)    | sizilianischer Mafioso                                                   |
| Antonello Antinoro            | (* 1960)    | Facharzt und Politiker                                                   |
| Gianni Gebbia                 | (* 1961)    | Jazzsaxophonist und -klarinettist                                        |
| Salvatore Bonafede            | (* 1962)    | Jazzpianist                                                              |
| Nicolò Napoli                 | (* 1962)    | Fußballspieler und -trainer                                              |
| Giovanni Sollima              | (* 1962)    | Komponist und Cellist                                                    |
| Alessandro Campagna           | (* 1963)    | Wasserballspieler                                                        |
| Pippo Pollina                 | (* 1963)    | Musiker und Liedermacher                                                 |
| Enrico Lo Verso               | (* 1964)    | Filmschauspieler                                                         |
| Francesco Saverio Romano      | (* 1964)    | Politiker                                                                |
| Salvatore Schillaci           | (1964–2024) | Fußballspieler                                                           |
| Nino Vetri                    | (* 1964)    | Schriftsteller und Musiker                                               |
| Vincenzo Amato                | (* 1966)    | Filmschauspieler und Bildhauer                                           |
| Alessandro Bazan              | (* 1966)    | zeitgenössischer Maler                                                   |
| Giovanni Damiani              | (* 1966)    | Komponist, Pianist und Musikwissenschaftler                              |
| Angelo Franke                 | (* 1966)    | deutscher Schauspieler                                                   |
| Emma Dante                    | (* 1967)    | Autorin und Theaterregisseurin                                           |
| Luigi Lo Cascio               | (* 1967)    | Theater- und Filmschauspieler                                            |
| Fabio Romano                  | (* 1967)    | Pianist                                                                  |
| Biagio Conte                  | (* 1968)    | Radrennfahrer                                                            |
| Alessandra Trotta             | (* 1968)    | methodistische Diakonin, Moderatorin der Waldenserkirche                 |
| Giusto Catania                | (* 1971)    | Politiker, Doktorat an der Universität Palermo                           |
| Germana Fabiano               | (* 1971)    | Schriftstellerin                                                         |
| Pierfrancesco Diliberto       | (* 1972)    | TV-Moderator, Regisseur, Drehbuchautor und Schauspieler                  |
| Vincenzo Ferrera              | (* 1973)    | Theater- und Filmschauspieler                                            |
| Giovanni Tedesco              | (* 1973)    | Fußballspieler                                                           |
| Silvia Balistreri             | (* 1974)    | Sängerin, Songwriterin und Tänzerin                                      |
| Ignazio Ceffalia              | (* 1975)    | römisch-katholischer Erzbischof und Diplomat                             |
| Enzo Sutera                   | (* 1976)    | Gitarrist und Session-Musiker                                            |
| Alessandro Parisi             | (* 1977)    | Fußballspieler                                                           |
| Salvatore Aronica             | (* 1978)    | Fußballspieler                                                           |
| Luca Moncada                  | (* 1978)    | Leichtgewichts-Ruderer                                                   |
| Giusy Ferreri                 | (* 1979)    | Popsängerin                                                              |
| Anna Incerti                  | (* 1980)    | Langstreckenläuferin                                                     |
| Francesco Aldi                | (* 1981)    | Tennisspieler und -trainer                                               |
| Armando Perna                 | (* 1981)    | Fußballspieler                                                           |
| Isabella Ragonese             | (* 1981)    | Schauspielerin                                                           |
| Emanuele Calaiò               | (* 1982)    | Fußballspieler                                                           |
| Maurizio Ciaramitaro          | (* 1982)    | Fußballspieler                                                           |
| Gaetano D’Agostino            | (* 1982)    | Fußballspieler                                                           |
| Simona La Mantia              | (* 1983)    | Dreispringerin                                                           |
| Leandro Rinaudo               | (* 1983)    | Fußballspieler                                                           |
| Antonio Di Gaudio             | (* 1989)    | Fußballspieler                                                           |
| Mario Balotelli               | (* 1990)    | Fußballspieler                                                           |
| Roberto Crivello              | (* 1991)    | Fußballspieler                                                           |
| Marco Cecchinato              | (* 1992)    | Tennisspieler                                                            |
| Filippo Fiorelli              | (* 1994)    | Radrennfahrer                                                            |
| Giorgia Lo Bue                | (* 1994)    | Ruderin                                                                  |
| Serena Lo Bue                 | (* 1995)    | Ruderin                                                                  |
| Simone Lo Faso                | (* 1998)    | Fußballspieler                                                           |

### 21. Jahrhundert
| Gabriele Minì | (* 2005) | Automobilrennfahrer |

| Federico Cinà | (* 2007) | Tennisspieler |

## Personen, die in Palermo gewirkt haben
Zu den bedeutenden Personen, die in Palermo gelebt und gewirkt haben, zählen u. a.:
|                               |             | |
| Ninfa                         | († 305)     | Schutzheilige Palermos |
| Hassan al-Kalbi               | († 964)     | 948 bis 954 Emir von Sizilien, Begründer der muslimischen Dynastie der Kalbiten, die die Insel bis ins 11. Jahrhundert beherrschte |
| Roger II.                     | (1095–1154) | König von Sizilien (1130–1154) |
| Wilhelm I.                    | (1122–1166) | König von Sizilien (1154–1166) |
| Wilhelm II.                   | (1153–1189) | König von Sizilien (1166–1189) |
| Walter von Palermo            | († 1190)    | ab 1169 Erzbischof von Palermo, führendes Mitglied des Familiarenkollegiums Wilhelms II.                                           |
| Matheus von Salerno           | († 1193)    | Familiar der normannischen Könige Wilhelm I., Wilhelm II. und Tankred, zuletzt Kanzler                                             |
| Tankred von Lecce             | (1138–1194) | König von Sizilien (1190–1194) |
| Konstanze von Sizilien        | (1154–1198) | Königin von Sizilien (1194–1198), Mutter von Friedrich II.                                                                         |
| Friedrich II.                 | (1194–1250) | römisch-deutscher Kaiser und König von Sizilien (1198–1250)                                                                        |
| Domenico Gagini               | (1425–1492) | italienischer Bildhauer der Frührenaissance                                                                                        |
| Benedikt der Mohr             | (1526–1589) | Eremit am Monte Pellegrino, später Franziskaner in Palermo, einer der Stadtpatrone Palermos                                        |
| Vincenzo degli Azani          | († 1557)    | italienischer Maler der Renaissance, Hauptwerke in Palermo                                                                         |
| Pietro Novelli                | (1603–1647) | bedeutender sizilianischer Maler des 17. Jahrhunderts                                                                              |
| Jakob Josef von Haus          | (1748–1833) | deutscher Jurist und Erzieher des italienischen Königs Franz I.                                                                    |
| Rudolph von Vivenot           | (1833–1870) | österreichischer Arzt und Klimatologe, forschte zum Klima in Palermo                                                               |
| Antonino Borzì                | (1852–1921) | Botaniker, Universitätsprofessor und Leiter des Botanischen Garten Palermos                                                        |
| Alexandra von Wolff-Stomersee | (1894–1982) | deutsch-baltische Psychoanalytikerin, heiratete 1932 Giuseppe Tomasi di Lampedusa                                                  |
| Bruno Lavagnini               | (1898–1992) | Gräzist, Gründer des „Istituto Siciliano di studi bizantini e neoellenici“                                                         |
| Angela Daneu Lattanzi         | (1901–1985) | Bibliothekarin und Handschriftenforscherin, Spezialistin für Buchmalerei                                                           |
| Carlo Alberto Dalla Chiesa    | (1920–1982) | Polizeichef von Palermo, bekämpfte die Mafia, von ihr ermordet                                                                     |

## Ehrenbürger von Palermo
|                         |             |                                                    |
| Hans Georg Gadamer      | (1900–2002) | deutscher Philosoph                                |
| Elisabeth Mann Borgese  | (1918–2002) | deutsche Ökologin und Schriftstellerin             |
| Salvatore Pappalardo    | (1918–2006) | italienischer Erzbischof, Kardinal von Palermo     |
| Antonino Caponnetto     | (1920–2002) | italienischer Richter und Politiker                |
| Chiara Lubich           | (1920–2008) | Gründerin der Fokolar-Bewegung                     |
| Dario Fo                | (1926–2016) | italienischer Regisseur und Schauspieler           |
| Daisaku Ikeda           | (1928–2023) | japanischer Philosoph                              |
| Franca Rame             | (1929–2013) | italienische Theaterregisseurin und Schauspielerin |
| Salvatore De Giorgi     | (* 1930)    | italienischer Erzbischof                           |
| Tenzin Gyatso           | (* 1935)    | der 14. Dalai Lama                                 |
| John Hume               | (1937–2020) | irischer Politiker                                 |
| Federico Mayor          | (1934–2024) | spanischer Biologe und Politiker                   |
| David Trimble           | (1944–2022) | irischer Politiker                                 |
| Heinrich Bedford-Strohm | (* 1960)    | deutscher Theologe und Bayerischer Landesbischof   |